# Cyrnus iniquus
Cyrnus iniquus là một loài Trichoptera trong họ Polycentropodidae. Chúng phân bố ở miền Cổ bắc.